# Hästö, Norrköpings kommun
Hästö är en ö i Jonsbergs socken, Norrköpings kommun, mellan fastlandet vid Arkösund i väster och Arkö och Gränsö i öster. Ön har en yta på 32 hektar.
Hästö har fått sitt namn för att den tidigare användes som bete för hästar, fram till 1799 hade Såneby rusthåll sina hästar betandes här. 1799 såldes ön till Måns Hemmingsson, som lät frakta ut en gammal smedja till ön, vilken blev hans första bostad. Stugan finns ännu bevarad. 1806 delades ön på tre lotter och tre hushåll bosatte sig på ön. Under slutet av 1800-talet tillkom fler hushåll då tull- och lotspersonal slog sig ned på Hästholmen. Under början av 1900-talet fanns en barnkoloni på Hästös västra holme. Hästö har senare blivit en eftertraktad ö för fritidsboende. 2012 fanns åtta fastboende på ön.